# Çevrecik, Arıcak
Çevrecik là một xã thuộc huyện Arıcak, tỉnh Elâzığ, Thổ Nhĩ Kỳ. Dân số thời điểm năm 2011 là 196 người.